# 파블로다르주

파블로다르 주의 위치

파블로다르주(카자흐어: Павлодар облысы, 러시아어: Павлодарская область)는 카자흐스탄의 주이다. 주도는 파블로다르이다.

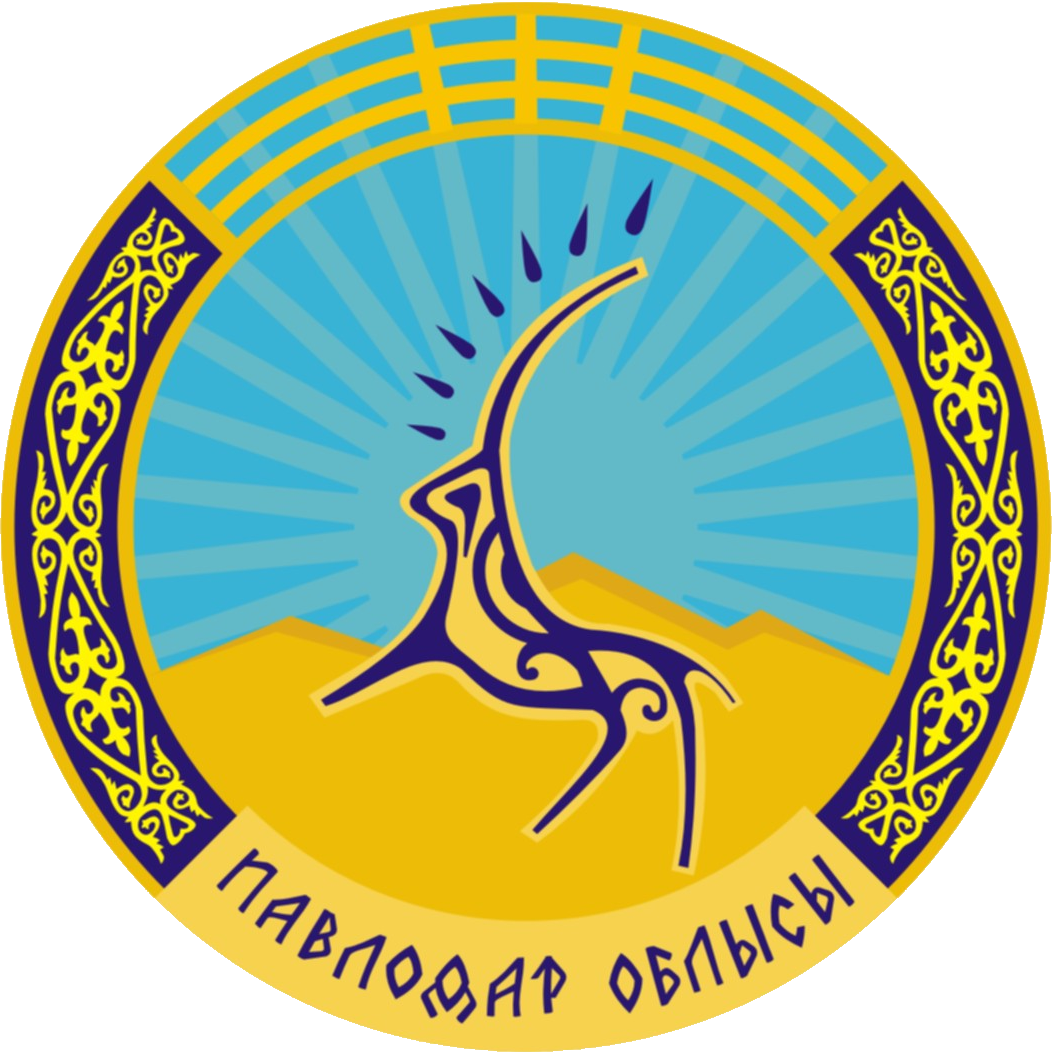
주 문장

## 지리
북쪽으로는 러시아에 접해 있다. 그리고 다른 카자흐스탄의 주인 아크몰라주, 동카자흐스탄주, 북카자흐스탄주, 카라간다주와 접해 있다.

## 인구
인구는 851,000명이다. 이 주는 70개 이상의 민족이 거주하며 카자흐족, 러시아인, 우크라이나인, 독일인, 타타르족, 벨라루스인 등 여러 민족이 거주한다.